# Issam Fariat
Issam Fariat (8 mei 1990) is een Belgisch voetbalspeler die sinds 2011 uitkomt voor KVW Zaventem. Zijn positie is aanvaller.
Fariat behoorde voor het eerst tot de A-kern van OH Leuven in het seizoen 2007-2008, maar aangezien hij weinig tot spelen toekwam werd hij een jaar uitgeleend aan KOSC Wijgmaal. In het seizoen 2009-2010 kwam hij opnieuw naar OH Leuven, waar hij in de eerste oefenwedstrijd meteen scoorde tegen landskampioen Standard Luik. In 2010-2011 beëindigt Fariat zijn contract bij OH Leuven en verhuist terug naar KOSC Wijgmaal waar hij 15 maal scoorde en de ploeg mee hielp promoveren naar derde nationale. Voor het seizoen 2011-2012 tekent Fariat bij derdeklasser KV Woluwe Zaventem.